# Chasseguey
Chasseguey foi uma comuna francesa na região administrativa da Normandia, no departamento Mancha. Estendia-se por uma área de 3,06 km². Em 2010 a comuna tinha 77 habitantes (densidade: 25,2 hab./km²).
Em 1 de janeiro de 2017, passou a formar parte da nova comuna de Juvigny les Vallées.